# Samuel Seabury (1729-1796)
Pour les articles homonymes, voir Samuel Seabury.
Samuel Seabury (30 novembre 1729 - 25 février 1796) est une personnalité protestante américaine qui fut le premier évêque du diocèse du Connecticut, le premier évêque de l'Église épiscopalienne des États-Unis dont il fut le second évêque président. 

## Histoire
Samuel Seabury est né à Ledyard, dans le Connecticut en 1729. Son père, qui se prénommait également Samuel Seabury (1706-1764), à l'origine un pasteur congrégationaliste de Groton, fut ordonné diacre et prêtre de l'Église d'Angleterre en 1731 et fut recteur à New London dans le Connecticut de 1732 à 1743, puis à Hempstead sur Long Island de 1743 jusque sa mort. Son fils fut ainsi éduqué par cette conversion de son père dans la foi anglicane. 
Samuel Seabury (le fils) obtint son diplôme à l'Université Yale en 1748. Il attendit l'âge de vingt-trois ans nécessaire à toute ordination en étudiant la médecine et la théologie auprès de son père. Il prépara son entrée dans le clergé sous la tutelle de Samuel Johnson (1696-1772), philosophe et éducateur anglican. Comme le métier de médecin était une façon d'accroître le maigre salaire du pasteur, Samuel Seabury poursuit ses études de médecine à Édimbourg de 1752 à 1753 et il est ordonné diacre par l'évêque du diocèse de Lincoln (Royaume-Uni) puis prêtre par l'évêque de Carlisle en 1753.
Il revint en Amérique en tant que missionnaire pour la Société pour la Propagation de l'Évangile (Society for the Propagation of the Gospel - SPG) à la Christ Church de New Brunswick dans le New Jersey en 1754. Il y resta de 1754 à 1757, puis devint recteur à Jamaica (Queens) de 1757 à 1766 et à l'église St Peter de Westchester (maintenant annexée au Bronx) de 1766 à 1775.
Il se fit un nom comme ardent défenseur de l'Église d'Angleterre et comme adversaire résolu des presbytériens. Il joua un rôle dans la controverse qui entoura la création de King's College, l'université Columbia, à New York. 

### La période révolutionnaire
Pendant la guerre d'indépendance, il se montra un loyaliste convaincu. Il fut un des signataires de la déclaration de White Plains d'avril 1775 contre les congrès et les comités "illégaux". Il est l'auteur des Free Thoughts on the Proceedings of the Continental Congress de 1774 par A. W. Farmer (i.e. un fermier de Westchester). Il le fit suivre d'une seconde lettre, The Congress Canvassed également en 1774, à laquelle répondit Alexander Hamilton par sa A Full Vindication of the Measures of the Congress, from the Calumnies of their Enemies. Samuel Seabury se défendit dans une troisième lettre, Hamilton's View of the Controversy between Great Britain and her Colonies à laquelle Hamilton répondit par son The Farmer Refuted de 1775.
Ces trois "Lettres du Fermier" — une quatrième fut annoncée mais il semble qu'elle ne fut jamais publiée — étaient une défense hardie des revendications loyalistes pro-anglaises, écrites dans un style à la fois simple et vigoureux. Leur auteur fut longtemps incertain, mais il est avéré que Samuel Seabury les revendiqua en Angleterre en 1783 quand il cherchait à se faire consacrer évêque. À la même époque, il affirmait être l'auteur d'une lettre, qui n'était pas signée du fermier de Westchester, An Alarm to the Legislature of the Province of New York de 1775, discutant des pouvoirs de cette assemblée, l'unique corps politique légal de la colonie.
Seabury fut arrêté en novembre 1775 par un groupe de "patriotes" américains et emprisonné dans le Connecticut pendant six mois. Son travail paroissial fut anéanti et, après avoir passé quelque temps à Long Island, il se réfugia à New York où, en 1778, il fut nommé chapelain du Régiment Américain de Sa Majesté (King's American Regiment).

### L'épiscopat
Le 25 mars 1783, une assemblée de dix ecclésiastiques de l'Église épiscopalienne à Woodbury dans le Connecticut élit Seabury évêque. Il n'y avait alors aucun évêque anglican aux Amériques pour l'ordination, aussi dut-il prendre le bateau vers Londres le 7 juillet. Cependant sa consécration n'aboutit pas en Angleterre car, comme citoyen du Connecticut, il ne pouvait prononcer aucun serment d'allégeance au Roi d'Angleterre. Samuel Seabury se tourna alors vers l'Église épiscopalienne écossaise dont les évêques  refusaient alors de reconnaître l'autorité du roi George III. Il fut consacré à Aberdeen le 14 novembre 1784. L'anniversaire de sa consécration est à présent une fête mineure du calendrier de l'Église épiscopalienne des États-Unis et de l'Église anglicane du Canada.
Il revint au Connecticut en 1785 et s'établit à New London dans le Connecticut, devenant le recteur de l'Église St James. La validité de sa consécration fut dans un premier temps remise en cause par une partie de l'église américaine, mais il fut reconnu officiellement comme évêque par la (General Convention) de l'Église épiscopalienne en 1789. En 1790 Seabury prit également en charge le diocèse du Rhode Island. En 1792 il se joignit aux évêques William White, évêque de Pennsylvanie, et Samuel Provoost, qui avaient tous deux reçu leur consécration en Angleterre en 1787, et à James Madison (1749-1812), consacré en Angleterre en 1790, pour consacrer Thomas Claggett du diocèse du Maryland en 1792, unissant ainsi les successions écossaises et anglaises. 
Seabury joua un rôle décisif dans l'évolution de la liturgie anglicane en Amérique du Nord après la révolution. Son office religieux pour la célébration de la Communion, publié à New London en 1786 dans un livret intitulé Communion Office, s'inspirait du Book of Common Prayer (livre de la prière commune) écossais bien plus que de celui de 1662, fondement de la liturgie de l'Église d'Angleterre. La défense du service écossais par Seabury — en particulier sa restauration de l'épiclèse, ou invocation du Saint Esprit, lors la consécration de la communion — a influencé le premier Book of Common Prayer adopté par l'Église épiscopalienne en 1789. À côté de l'épiclèse, Seabury défendait la restauration d'une autre coutume ancienne : la célébration de la Sainte Communion le dimanche, observation devenue assez irrégulière dans la plupart des églises protestantes après la Réforme. Dans "An Earnest Persuasive to Frequent Communion" publiée en 1789 à New Haven, il écrivait: "lorsque je considère son importance, à la fois sur les commandements positifs du Christ, et des nombreux et importants bénéfices que nous en retirons, je ne peux que regretter qu'elle ne fasse pas partie de la solennité de chaque Dimanche (every Sunday's solemnity)." Mais c'est deux siècles plus tard seulement que la pratique de l'Eucharistie hebdomadaire se développa dans de nombreuses congrégations protestantes et anglicanes sous l'impact du mouvement liturgique. 
Il mourut à New London le 25 février 1796, où sa dépouille repose dans une petite chapelle à l'Église St. James. L'église contient également un vitrail représentant sa consécration en Écosse. Le portrait de Seabury peint par Ralph Earl se trouve dans la collection de la National Portrait Gallery à Washington.
Il fut un organisateur de grand talent. Ses "Lettres d'un Fermier" le place également parmi les meilleurs polémistes loyalistes de la révolution américaine. Ses prières et ses écrits religieux en font un des grands maîtres de la rhétorique de cette époque. 

#### Consécrateurs
- Robert Kilgour, 39e évêque d'Aberdeen et des Orcades.
- Arthur Petrie, 37e évêque d'Inverness  et évêque de Moray, Ross et Caithness.
- John Skinner, évêque Coadjuteur d'Aberdeen et des Orcades.

Samuel Seabury fut le premier évêque consacré de l'Église épiscopalienne des États-Unis.

### La famille
Son fils Charles (1770-1844) fut recteur dans diverses églises à Long Island. Samuel Seabury (1801-1872), le fils de Charles, fut recteur de l'Église de l'Annonciation  à New York de 1838 à 1868, professeur d'études bibliques et d'exégèse au séminaire général de théologie  de l'Église épiscopalienne (General Theological Seminary) à New York de 1862 à sa mort. William Jones Seabury (1837-1916), fils du précédent, fut également recteur de l'Église de l'Annonciation, à New York de 1868 à 1898, et professeur de droit et d'institutions ecclésiastiques au séminaire général de théologie  à partir de 1873. Il publia un Manual for Choristers (1878), des Lectures on Apostolic Succession (1893) et An Introduction to the Study of Ecclesiastical Polity (1894).

## Commémoration
Un parc porte son nom à l'angle de la 96e rue et Lexington Avenue sur l'île de Manhattan à New York. Le Parc a été rénové en 2005-2006.

## Dans la culture populaire
Dans la comédie musicale Hamilton, biographie romancée d'Alexander Hamilton datant de 2015, il apparaît comme personnage dans la chanson Farmer Refuted. Celle-ci met en scène les échanges épistolaires des deux hommes sous la forme d'une affrontement musical où Samuel Seabury finit humilié par la verve de son adversaire.

## Œuvres
- Letters of a Westchester Farmer, (1774-5).
- The Communion-Office, or Order for the Administration of the Holy Eucharist or Supper of the Lord with Private Devotions, (1786).
- An Earnest Persuasive to Frequent Communion (1789).
- Hamilton's View of the Controversy between Great Britain and her Colonies sous la signature "A. W. Farmer".
- The Errors of Calvinism, n.p., 1766.
- A View of the Controversy between Great-Britain and Her Colonies, New York, 1774.
- Free Thoughts on the Proceedings of the Continental Congress, New York, 1774.
- The Congress Canvassed, New York, 1774.
- An Alarm to the Legislature of the Province of New-York, Occasioned by the Present Political Disturbances,	New York, 1775.
- A Discourse on Brotherly Love, Preached before the Honorable Fraternity of Free and Accepted Masons, of Zion Lodge, at St. Paul’s Chapel, in New York, on the Festival of St. John the Baptist, One Thousand Seven Hundred and Seventy-Seven, New York, 1777.
- Discourse on II Tim. III. 16. Delivered in St. Paul’s and St. George’s Chapels, in New-York, on Sunday the 11th of May, 1777, New York, 1777.
- St. Peter’s Exhortation to Fear God and Honor the King, Explained and Inculcated: in a Discourse Addressed to His Majesty’s Provincial Troops, in Camp at King’s Bridge, on Sunday the 28th Sept. 1777, New York, 1777, attribué à Samuel Seabury.
- A Sermon Preached before the Grand Lodge, and the Other Lodges of Ancient Freemasons, in New-York, at St. Paul’s Chapel, on the Anniversary of St. John the Evangelist, 1782, New York, 1783.
- Samuel, by Divine Permission, Bishop of the Episcopal Church in the State of Connecticut,  n.p., 1785.
- Bishop Seabury’s Second Charge, to the Clergy of His Diocess, Delivered at Derby, in the State of Connecticut, on the 22d of September, 1786, New Haven, 1786.
- Forms of prayer for the United States in Congress Assembled, 1786. Seul un fragment a survécu.
- The Address of the Episcopal Clergy of Connecticut, to the Right Reverend Bishop Seabury, with the Bishop’s Answer and, a Sermon, Before the Convention at Middletown, August 3d, 1785… Also Bishop Seabury’s first Charge, to the Clergy of his Diocess, Delivered at Middletown, August 4th, 1785. With a List of the Succession of Scot’s Bishops, from the Revolution 1688, to the present Time,	New Haven, 1786.
- The Communion-Office, or Order for the Administration of the Holy Eucharist or Supper of the Lord. With Private Devotions. Recommended to the Episcopal Congregations in Connecticut, New London, 1786.
- A Sermon Delivered before the Boston Episcopal Charitable Society in Trinity Church; at Their Anniversary Meeting on Easter Tuesday March 25, 1788, Boston, 1788.
- A Sermon Preached in Christ Church, Philadelphia, Before the Corporation for the Relief of the Widows and Children of Clergymen at their Anniversary Meeting, October 7th, 1789, Philadelphia, 1789.
- An Earnest Persuasive to Frequent Communion; Addressed to Those Professors of the Church of England, in Connecticut, Who Neglect That Holy Ordinance, New Haven, 1789.
- The Duty of Considering our Ways. A Sermon Preached in Saint James Church, New-London, on Ashwednesday, 1789, New London, 1789.
- An Address to the Ministers and Congregations of the Presbyterian and Independent Persuasions in the United States of America, by a Member of the Episcopal Church, New Haven, 1790.
- A Discourse, Delivered in St. John’s Church, in Portsmouth, New Hampshire, at the Conferring the Order of Priesthood on the Rev. Robert Fowle, A.M. of Holderness, on the Festival of St. Peter, 1791, 1791.
- A Discourse Delivered before the Triennial Convention of the Protestant Episcopal Church at Trinity Church, New York, on the Twelfth Day of September, One Thousand Seven Hundred and Ninety-Two., New York, 1792.
- Discourses on Several Subjects, New York, 1793.
- Samuel, by Divine Permission, Bishop of Connecticut and Rhode Island, n.p., 1793. Le recueil concerne la déposition de James Sayre.
- A Discourse Delivered in St. James’ Church, in New-London, on Tuesday the 23d of December, 1794, Before an Assembly of Free and Accepted Masons, Convened for the Purpose of Installing a Lodge in that City, New London, 1794.
- A Burial Office for Infants Who Depart this Life before they have Polluted their Baptism by Actual Sin, n.p., 1795.
- A Discourse Delivered Before an Assembly of Free and Accepted Masons, Convened for the Purpose of Installing a Lodge in the City of Norwich, in Connecticut, on the Festival of St. John the Baptist, 1795, Norwich, 1795.
- Samuel, By Divine Permission, Bishop of Connecticut and Rhode-Island, New London, 1795. Concerne les œuvres de charité.
- Samuel, By Divine Permission, Bishop of Connecticut and Rhode-Island, New London, 1795. Concerne les captifs d'Algérie.
- The Psalter or Psalms of David, Pointed as They are to be Sung or Said in Churches. With the Order for Morning and Evening Prayer Daily
- Throughout the Year, New London, 1795. Il contient également the Athanasian Creed, the Litany, Prayers for special occasions, Thanksgivings, and a Catechism.
- Discourses on Several Important Subjects, New York, 1798.
- Bishop Seabury’s Communion Office…with an Historical Sketch and Notes, Samuel Hart, New York, 1883.
- Letters of a Westchester Farmer, Clarence Vance, White Plains 1930.